# Fear Clinic
Fear Clinic é uma websérie de 2009 dirigida por Robert Green Hall e distribuída pelo serviço de vídeo sob demanda Fearnet. A produção contou com cinco episódios e foi estrelada por Robert Englund, Lisa Wilcox, Danielle Harris e Kane Hodder. Englund comentou que no início teve dificuldade em "entender a ideia de webisódio, por se tratar de uma narrativa consolidada". Um longa-metragem homônimo baseado na série foi lançado em 22 de outubro de 2014.

## Sinopse
Dr. Andover é um psiquiatra que, apesar de ter perdido sua licença médica, deseja curar os temores da população. Ele criou a "Câmara do Medo", um dispositivo que deixa o paciente completamente mergulhado em seu pior medo. Suas técnicas parecem não funcionar com todos, como no caso de Susan, uma mulher que Andover está mantendo em cativeiro até que ele possa curá-la.

## Elenco
Na ordem das créditos:
- Robert Englund como Dr. Andover
- Lisa Wilcox como Enfermeira Owens
- Danielle Harris como Susan
- Kane Hodder como Villatoro
- Angel Oquendo como Garcia
- Kate Nauta como Jackie
- Tory Kittles como Jonte
- Lucas Till como Brett
- John F. Beach como Ajax

## Episódios
Cada episódio centra-se em uma fobia diferente e no que acontece quando o paciente inicia o tratamento na "clínica do medo". A websérie completa tem duração aproximada de 25 minutos e foi dividida em cinco episódios, cada um com cerca de seis minutos:
| #  | Título           | Exibição original     |
| -- | ---------------- | --------------------- |
| 01 | "Hydrophobia"    | 26 de outubro de 2009 |
| 02 | "Scotophobia"    | 27 de outubro de 2009 |
| 03 | "Entomophobia"   | 28 de outubro de 2009 |
| 04 | "Misophobia"     | 29 de outubro de 2009 |
| 05 | "Claustrophobia" | 30 de outubro de 2009 |

## Reconhecimento
Em 2010, Fear Clinic recebeu indicações em três categorias do Streamy Awards e venceu em duas delas: Robert Englund foi indicado ao prêmio de Melhor ator em websérie dramática; Kunal Rajan venceu na categoria de Melhor sonoplastia e o prêmio de Melhores efeitos visuais foi concedido à equipe de efeitos da websérie (Jason Bergman, Nicholas Onstad, Bethany Onstad, Jason Knetge, Erik Porn, Ikuo Saito e David Dang).

## Adaptação cinematográfica
Englund declarou em 2011 que ele, Harris e Till estavam interessados em participar de uma adaptação cinematográfica da websérie. Robert Hall retornou para dirigir o filme e obteve parte do financiamento para a produção por meio de doação de fãs no site de financiamento coletivo Indiegogo. Harris posteriormente retirou-se do projeto por motivos não especificados e mais tarde foi anunciado que Fiona Dourif, Thomas Dekker e Cleopatra Coleman haviam se juntado ao elenco. O filme recebeu o mesmo título da série e Hall iniciou as filmagens no final de 2013 em Medina, Ohio.
A respeito da versão cinematográfica, Englund comentou que a série havia sido concebida inicialmente como um filme intitulado Fear Chamber, tendo passado por diversas iterações antes de se tornar uma websérie e, finalmente, chegar ao formato de longa-metragem.